# Fission (Band)
Fission ist ein 2002 ins Leben gerufenes Thrash-Metal-Projekt mit Einflüssen aus dem Melodic Death Metal der beiden schwedischen Musiker Benny Hägglund und Andreas „Vintersorg“ Hedlund.

## Geschichte
Gegründet wurde das Projekt „Fisson“ 2002 von Benny Hägglund, der zeitweise auch Schlagzeuger bei Vintersorg war. Nachdem Hägglund damit begann, Lieder für das Projekt zu schreiben, engagierte er Andreas Hedlund, den Kopf hinter Vintersorg, zuerst für Gesangspassagen. Zudem wurden einige Demos eingespielt, sowie ein Zwei-Track-Demo an das österreichische Label Napalm Records gesendet wurde, wodurch die Band später einen Plattenvertrag eben dort unterzeichnete. 2004 erschien das erste Album Crater, wofür Hedlund unter anderem die Texte, den Gesang, sowie die Keyboardeinlagen beisteuerte, während Hägglund an Gitarre, E-Bass und Schlagzeug spielte. Bis Mai 2005 wurden Songs für das folgende Album geschrieben. Seit November desselben Jahres wird angeblich auf eine Zusage der Plattenfirma für ein Nachfolgealbum gewartet.

## Stil
Der Stil wird dem Thrash Metal zugeordnet wird, wobei hierbei ein starker Einfluss durch den Göteborger Melodic Death Metal, sowie viele andere moderne Einflüsse nicht von der Hand zu weisen sind. Auch zahlreichen progressiven Spielelemente lassen sich finden. Ein charakteristisches Merkmal hierfür ist der ständige Wechsel zwischen aggressiven Shouts und klarem, epischem Gesang, was eher anderen Genres zugeschrieben wird. Insgesamt wird ein sehr breites Musikspektrum geboten und auf fast jedem Song des Debütalbums sind andere Stilelemente präsent. Jene progressive Entwicklung ist auf den Einfluss Andreas Hedlunds zurückzuführen, während Benny Hägglund sich eher auf den Thrash Metal der 1980er Jahre spezialisieren wollte. Musik dieses Stils spielt seine Band TME, in welcher auch Vintersorg-Gitarrist Mattias Marklund mitwirkt.

## Diskografie
- 2004: Crater (CD; Napalm Records) Russland-Vertrieb via Irond.
- 2008: Pain Parade (CD; Aphotic Records)